# La Hacienda, Hidalgo
La Hacienda är en ort i Mexiko.   Den ligger i kommunen Tula de Allende och delstaten Hidalgo, i den sydöstra delen av landet, 70 km norr om huvudstaden Mexico City. La Hacienda ligger 2 075 meter över havet och antalet invånare är 121.
Terrängen runt La Hacienda är platt åt nordost, men åt sydväst är den kuperad. Runt La Hacienda är det ganska tätbefolkat, med 160 invånare per kvadratkilometer. Närmaste större samhälle är Tepeji de Ocampo, 12,9 km söder om La Hacienda. Trakten runt La Hacienda består i huvudsak av gräsmarker.